# К-51 «Верхотур'є»

Схематичне зображення радянського підводного човна проєкту 667БДРМ «Дельфін»

| К-51 «Верхотур'є»                                                                                | К-51 «Верхотур'є» | К-51 «Верхотур'є» |
| ------------------------------------------------------------------------------------------------ | --- | --- |
| К-51 «Верхотурье»                                                                                | | |
|                                                                                                  | | |
| Російський атомний підводний човен К-51 «Верхотур'є» при підготовці до іспитів. 2012             | | |
| Верф                                                                                             | завод № 402, Сєверодвінськ | завод № 402, Сєверодвінськ |
| Під прапором                                                                                     | СРСР Росія | СРСР Росія |
| Належність                                                                                       | Військово-морський флот СРСР · Військово-морські сили Російської Федерації                                                                   | Військово-морський флот СРСР · Військово-морські сили Російської Федерації                                                                   |
| Порт приписки                                                                                    | Гаджієво | Гаджієво |
| На честь                                                                                         | Верхотур'є | Верхотур'є |
| Закладений                                                                                       | 23 лютого 1981 | 23 лютого 1981 |
| Спуск на воду                                                                                    | 7 березня 1984 | 7 березня 1984 |
| Введений до складу флоту                                                                         | 29 грудня 1984 | 29 грудня 1984 |
| Перейменований                                                                                   | 9 лютого 1999 року присвоєне найменування «Верхотур'є»                                                                                       | 9 лютого 1999 року присвоєне найменування «Верхотур'є»                                                                                       |
| На службі                                                                                        | 1984–по т.ч. | 1984–по т.ч. |
| Бойовий досвід                                                                                   | Холодна війна | Холодна війна |
| Проєкт                                                                                           | | |
| Тип ПЧ                                                                                           | атомний підводний човен з балістичними ракетами                                                                                              | атомний підводний човен з балістичними ракетами                                                                                              |
| Розробник проєкту                                                                                | ЦКБМТ «Рубін» | ЦКБМТ «Рубін» |
| Головний конструктор                                                                             | Ковальов С. М. | Ковальов С. М. |
| Класифікація НАТО                                                                                | «Delta IV» | «Delta IV» |
| Основні характеристики                                                                           | | |
| Швидкість (надводна)                                                                             | 14 вузлів (27 км/год) | 14 вузлів (27 км/год) |
| Швидкість (підводна)                                                                             | 24 вузли (47 км/год) | 24 вузли (47 км/год) |
| Робоча глибина занурення                                                                         | 320—400 м | 320—400 м |
| Гранична глибина занурення                                                                       | 550 м | 550 м |
| Автономність плавання                                                                            | 80-90 діб | 80-90 діб |
| Екіпаж                                                                                           | 135 осіб | 135 осіб |
| Розміри                                                                                          | | |
| Довжина найбільша (по КВЛ)                                                                       | 167 м | 167 м |
| Ширина корпусу найб.                                                                             | 11,7 м | 11,7 м |
| Середня осадка (по КВЛ)                                                                          | 8,8 м | 8,8 м |
| Водотоннажність надводна                                                                         | 11 740 т | 11 740 т |
| Водотоннажність підводна                                                                         | 18 200 т | 18 200 т |
| Силова установка                                                                                 | | |
| Атомна: 2 × два водо-водяних реакторів потужністю 90 МВт, дві паротурбіни потужністю 20 000 к.с. | | |
| Гвинти                                                                                           | 2 | 2 |
| Потужність                                                                                       | 2 × 90 000 к. с. | 2 × 90 000 к. с. |
| Озброєння                                                                                        | | |
| Торпедно- мінне озброєння                                                                        | 4 ТА калібру 533-мм (12 торпед САЕТ-60М та 53-65М) ракетний комплекс Д-9РМ з БРПЧ 16 ракет Р-29РМ, Р-29РМУ2 «Синева» або Р-29РМУ2.1 «Лайнер» | 4 ТА калібру 533-мм (12 торпед САЕТ-60М та 53-65М) ракетний комплекс Д-9РМ з БРПЧ 16 ракет Р-29РМ, Р-29РМУ2 «Синева» або Р-29РМУ2.1 «Лайнер» |
| ППО                                                                                              | ЗУР «Ігла-1» (8 шт.) | ЗУР «Ігла-1» (8 шт.) |

К-51 «Верхотур'є» (рос. К-51 «Верхотурье») — радянський та російський атомний підводний човен проєкту 667БДРМ «Дельфін», який перебував на озброєнні ВМФ СРСР та ВМФ РФ з 1985 до 2022 року. Закладений 23 лютого 1981 року під почесним найменуванням «імені XXVI з'їзду КПРС» на заводі завод № 402 у Сєверодвінську під заводським номером 379. 7 березня 1984 року спущений на воду. 29 грудня 1984 року включений до складу Північного флоту ВМФ СРСР.

## Історія
У 1985—1986 році на підводному човні К-51 «імені XXVI з'їзду КПРС» проводилися випробування ракетного комплексу Д-9РМ із ракетами Р-29РМ, прийнятого на озброєння у 1986 році.
2-29 вересня 1987 року човен першим із кораблів проекту здійснив похід в Арктику з бойовими ракетами на борту.
23 серпня 2010 року прибув до судноремонтного заводу «Звєздочка» для проходження ремонту. 22 листопада 2012 вийшов у море на ходові випробування.
26 липня 2015 року човен брав участь у військово-морському параді на День ВМФ у Сєвероморську. 12 грудня підводний човен «Верхотур'є» успішно виконав пуск балістичної ракети в Баренцовому морі.
Наприкінці березня 2018 року «Верхотур'є» визнали найкращим у ракетній стрільбі серед стратегічних підводних човнів Північного флоту.
За даними на початок 2022 року, підводний човен залишається в строю.